# Iguana-terrestre-de-santa-fé
A iguana-terrestre-de-santa-fé (Conolophus pallidus) é uma espécie de iguana que habita a Ilha de Santa Fé nas Galápagos.

## Taxonomia
Descrita pela primeira vez no ano 1903 pelo zoólogo estadunidense Edmund Heller.